# راي (مغنية إنجليزية)
راشيل أغاثا كين وتعرف باسم راي هي مغنية وكاتبة أغاني إنجليزية بدأت مشوارها الغنائي في عام 2014 وأشتهرت لمشاركتها جوناس بلو في أغنية بجانبك وجاكس جونز في أغنية أنت لا تعرفني.

## روابط خارجية
- راي على موقع IMDb (الإنجليزية)
- راي على موقع ميتاكريتيك (الإنجليزية)
- راي على موقع روتن توميتوز (الإنجليزية)
- راي على موقع ميوزك برينز (الإنجليزية)
- راي على موقع أول ميوزيك (الإنجليزية)
- راي على موقع ديسكوغز (الإنجليزية)
- راي على موقع قاعدة بيانات الفيلم (الإنجليزية)